# Jevhenij Volynec'
Jevhenij Valerijovyč Volynec' (in ucraino Євге́ній Вале́рійович Волине́ць?; Kaniv, 26 agosto 1993) è un calciatore ucraino, portiere del Polіssja Žytomyr.